# Criopsis curtus
Criopsis curtus là một loài bọ cánh cứng trong họ Cerambycidae.